# Amadou Gakou
Amadou Gakou (Dakar, 25 marzo 1940) è un ex velocista senegalese, specialista dei 400 metri piani.

## Biografia
Partecipò a tre edizioni dei Giochi olimpici. Debuttò a Tokyo 1964, dove fu eliminato al primo turno. L'anno seguente vinse la medaglia di bronzo ai Giochi panafricani.
Nel 1968 fu tra i protagonisti dei 400 metri alle Olimpiadi di Città del Messico: dopo aver vinto la sua semifinale, in finale giunse quarto preceduto dai tre statunitensi Evans, James e Freeman.
A Monaco di Baviera 1972, alla sua terza presenza olimpica, non andò oltre i quarti di finale.

## Palmarès
| Anno | Manifestazione     | Sede        | Evento      | Risultato | Prestazione | Note |
| ---- | ------------------ | ----------- | ----------- | --------- | ----------- | ---- |
| 1965 | Giochi panafricani | Brazzaville | 400 m piani | Bronzo    | 47"7        |      |